# Rabidosa
Rabidosa là một chi nhện trong họ Lycosidae.

## Loài
- Rabidosa carrana (Bryant, 1934)
- Rabidosa hentzi (Banks, 1904)
- Rabidosa punctulata (Hentz, 1844)
- Rabidosa rabida (Walckenaer, 1837)
- Rabidosa santrita (Chamberlin & Ivie, 1942)